# Belgische Gouden Schoen 1967
De verkiezing van de Belgische Gouden Schoen 1967 werd in 1968 gehouden. Fernand Boone won deze voetbaltrofee voor de eerste keer en werd zo de eerste speler van Club Brugge die de trofee in de wacht sleepte.

## De prijsuitreiking
Fernand Boone was als doelman een van de uitblinkers van het Club Brugge dat in 1967 vicekampioen werd. Boone haalde dat jaar ook voor het eerst de nationale ploeg. Hij was een vaste waarde bij blauw-zwart en stond elke wedstrijd opnieuw garant voor degelijkheid. Zijn regelmaat bezorgde hem begin 1968 de Gouden Schoen. Hij werd de tweede doelman in de geschiedenis die een Gouden Schoen in ontvangst mocht nemen.
RSC Anderlecht speelde in 1967 voor de vierde keer op rij kampioen. Toch haalde, net als een jaar eerder, geen enkele speler de top 3. Het leek wel of de prestaties van Anderlecht in die periode door de stemgerechtigden als vanzelfsprekend beschouwd werden.

## Top 5
| Nr. | Land            | Naam           | Club(s)        | Punten |
| --- | --------------- | -------------- | -------------- | ------ |
| 1.  | Vlag van België | Fernand Boone  | Club Brugge    | 158    |
| 2.  | Vlag van België | Roger Claessen | Standard Luik  | 116    |
| 3.  | Vlag van België | Nico Dewalque  | Standard Luik  | 86     |
| 4.  | Vlag van België | Wilfried Puis  | RSC Anderlecht | 52     |
| 5.  | Vlag van België | Johan Devrindt | RSC Anderlecht | 26     |

1954 · 
1955 · 
1956 · 
1957 · 
1958 · 
1959 · 
1960 · 
1961 · 
1962 · 
1963 · 
1964 · 
1965 · 
1966 · 
1967 · 
1968 · 
1969 · 
1970 · 
1971 · 
1972 · 
1973 · 
1974 · 
1975 · 
1976 · 
1977 · 
1978 · 
1979 · 
1980 · 
1981 · 
1982 · 
1983 · 
1984 · 
1985 · 
1986 · 
1987 · 
1988 · 
1989 · 
1990 · 
1991 · 
1992 · 
1993 · 
1994 · 
1995 · 
1996 · 
1997 · 
1998 · 
1999 · 
2000 · 
2001 · 
2002 · 
2003 · 
2004 · 
2005 · 
2006 · 
2007 · 
2008 · 
2009 · 
2010 · 
2011 · 
2012 · 
2013 · 
2014 · 
2015 · 
2016 · 
2017 ·
2018 ·
2019 ·
2020 ·
2022 ·
2023 ·
2024